# 锦屏城墙
锦屏城墙为明铜鼓千户所、铜鼓卫，清锦屏县、锦屏乡和民国初铜鼓县城城墙，位于中国贵州省黔东南苗族侗族自治州锦屏县东南、铜鼓镇铜鼓村，现为锦屏县文物保护单位。
该城位于南、西、北三面环山的鼓形台地上，始建于明洪武时，明永乐、万历和清康熙时多次重修，东门街上尚存明万历四十四年（1616）所立《重修铜鼓周城碑记》碑。城周六百二十五丈（约2000米），高一丈三尺（约4.16米），宽一丈二尺（约3.84米），设城门四座，分别为东门迎晖门、西门镇静门、南门定边门和北门雄武门。城已大半圮于咸丰时，今尚存西、北二门。